# Osmond Drengot
Osmond Drengot (før 985–1. oktober 1018) var en af de første normanniske riddere i Syditalien ("Mezzogiorno"), og han var den direkte årsag til at Drengot-slægten kom til området. Han var søn af en ubetydelig, men rig, ridder i Carreaux, nær Avesnes-en-Bray, øst for Rouen. Carreaux gav familien dens alternative navn de Quarrel. 
I 1016 var Osmond på jagt sammen med Richard 2. af Normandiet. Under jagten dræbte han hertugens slægtning William Repostel, fordi han havde forgrebet sig på en af Osmonds døtre. Richard lod ham beholde livet, men landsforviste ham. Osmond flygtede til Italien, hvor han havde planer om at tilbyde sin tjeneste til det byzantiske rige, som i Syditalien havde hænderne fulde i kampen mod lombarderne, saracenerne, pavestaten og det tysk-romerske rige. 
Før han forlod Normandiet, samlede han en styrke på omkring 250 krigere: Eventyrere, fredløse, unge adelsmænd uden fremtid i Frankrig, samt fire af sine egne brødre, Rudolph, Gilbert Buatère, Rainulf og Asclettin. Han kom nu ikke i byzantinsk tjeneste, for der var udbrudt oprør i området, og normannerne gik i tjeneste hos de lombardere, der stod for opstanden, Melus af Bari og Guaimar 3. af Salerno. Oprørsstyrkerne tørnede sammen med en byzantinsk hær i slaget ved Cannae i 1018, og byzantinerne vandt en knusende sejr. Osmond og hans bror Gilbert Buatére blev begge dræbt, og af de samtidige skildringer fremgår det, at kun 10 normanniske riddere overlevede slaget.
Osmond nåede derfor ikke at opleve, hvordan Drengot-slægten senere vandt magt og indflydelse i Syditalien under ledelse af broderen Rainulf.
Hans søn Gilbert nævnes som ridder af Roccapiemonte, men ellers er der ikke optegnelser om eventuelle efterkommere.